# خانواده برگزیده
خانواده برگزیده (به انگلیسی: Chosen Family) یک فیلم کمدی-درام و عاشقانه آمریکایی محصول سال ۲۰۲۴ به نویسندگی و کارگردانی هدر گراهام است. هدر گراهام، جان برادرتون، آندرئا سوج، مایکل گروس، جولی هالستون، توماس لنون و جولیا استایلز در این فیلم بازی می‌کنند.
اولین نمایش جهانی این فیلم در جشنواره بین‌المللی فیلم سانتا باربارا ۲۰۲۴ در ۱۷ فوریه بود، و در ۱۱ اکتبر ۲۰۲۴ منتشر شد.

## ساخت
فیلمبرداری در ژوئن ۲۰۲۳ در رود آیلند به پایان رسید.